# Estables
Estables ist eine Ortschaft und eine Commune déléguée in der südfranzösischen Gemeinde Monts-de-Randon mit 149 Einwohnern (Stand: 1. Januar 2022) im Département Lozère in der Region Okzitanien (vor 2016 Languedoc-Roussillon).
Die Gemeinde Estables wurde am 1. Januar 2019 mit Servières, La Villedieu, Saint-Amans und Rieutort-de-Randon zur Commune nouvelle Monts-de-Randon zusammengeschlossen. Sie gehörte zum Kanton Saint-Alban-sur-Limagnole und zum Arrondissement Mende.

## Geographie
Nachbargemeinden waren Les Laubies und Saint-Denis-en-Margeride im Nordwesten, La Villedieu im Norden, Saint-Sauveur-de-Ginestoux (Berührungspunkt) im Nordosten, Arzenc-de-Randon im Osten, Rieutort-de-Randon im Süden und Saint-Amans im Westen.
In deren Gemarkung entspringt der Fluss Chapeauroux. Die höchste Erhebung im Gebiet der Commune déléguée ist der Signal de Randon mit 1551 Metern über dem Meer. Zu Estables gehören neben der Hauptsiedlung auch die Weiler Estivareille, Froidviala, La Bastide, La Salassette, La Salesse Haute, La Salesse Basse, Les Combettes du Château, Les Combettes de Rabat, Limousis, Linas und Tartaronne.

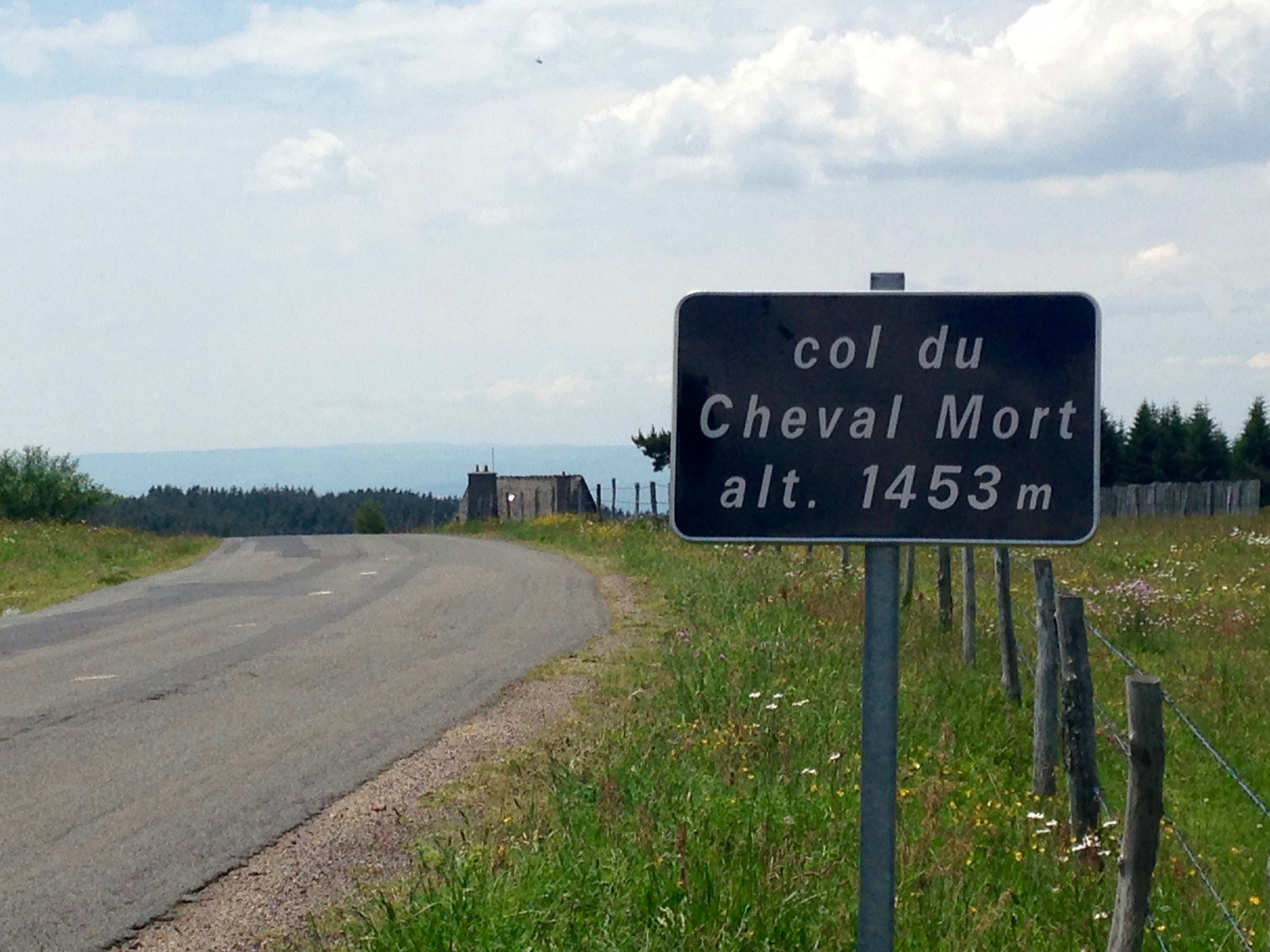
Bergpass Col du Cheval Mort

## Weblinks

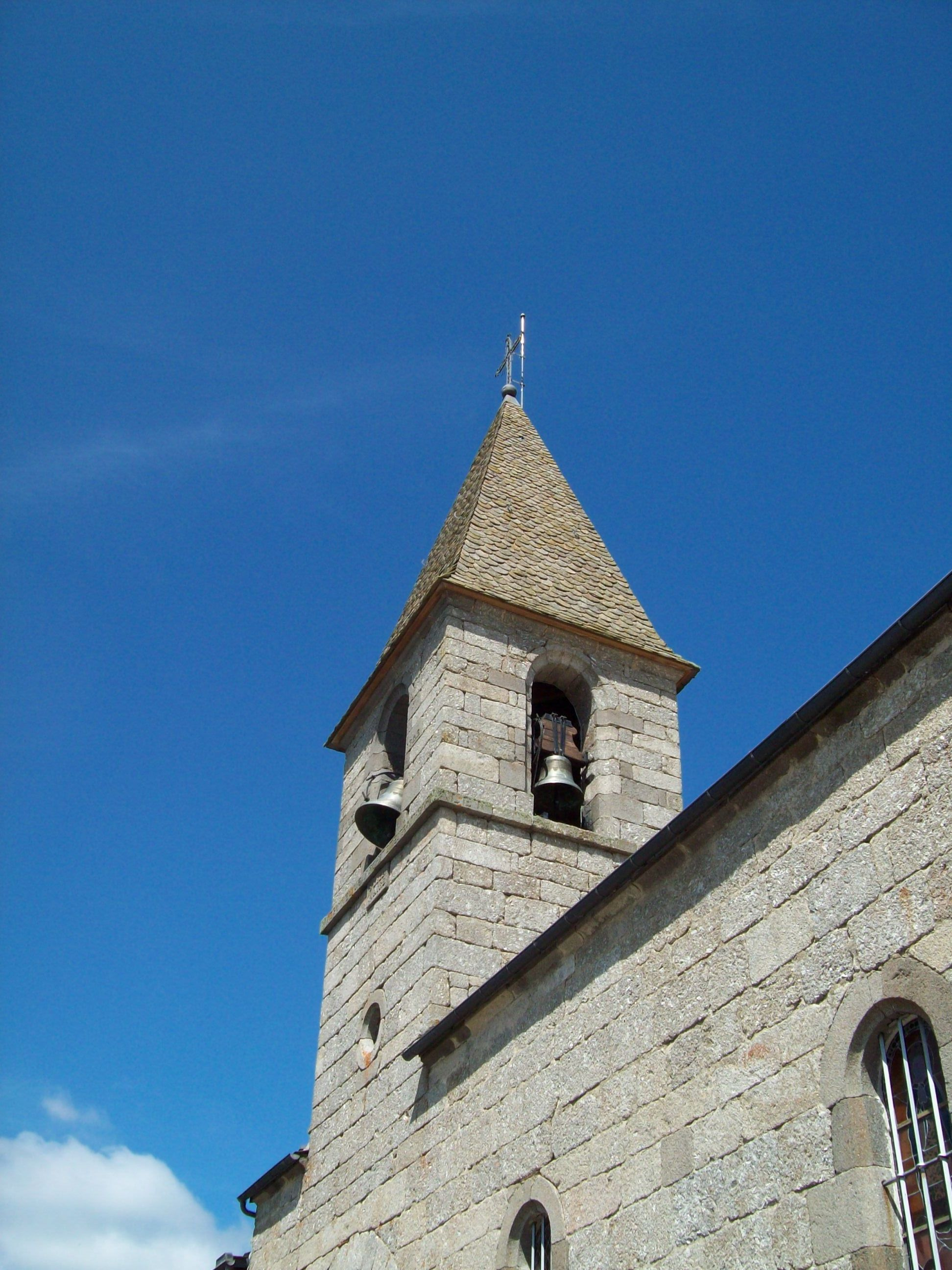
Turm der Kirche Saint-Hilaire in Estables

## Bevölkerungsentwicklung
| Jahr      | 1962 | 1968 | 1975 | 1982 | 1990 | 1999 | 2008 | 2015 |
| --------- | ---- | ---- | ---- | ---- | ---- | ---- | ---- | ---- |
| Einwohner | 401  | 362  | 277  | 235  | 196  | 171  | 159  | 165  |